# Wolfgang Büscher (Richter)
Wolfgang Büscher (* 21. Juni 1952) ist ein promovierter deutscher Jurist, Honorarprofessor an der Universität Osnabrück und ehemaliger Vorsitzender Richter am Bundesgerichtshof. Schwerpunkt seiner Tätigkeit sind das Markenrecht sowie das Lauterkeitsrecht.

## Leben
Nach dem Abschluss seiner juristischen Ausbildung und einer viereinhalbjährigen Tätigkeit als Rechtsanwalt trat Büscher im Jahr 1984 in den höheren Justizdienst des Landes Nordrhein-Westfalen ein. Ende 1985 wurde er zum Richter am Landgericht Düsseldorf ernannt und im November 1992 zum Richter am Oberlandesgericht Düsseldorf befördert. Von 1995 bis 1999 war er an das Justizministerium des Landes Nordrhein-Westfalen abgeordnet. Dort leitete er das Referat für Eingabe-, Dienstaufsichts- und Disziplinarsachen einschließlich der Gesetzgebung und Grundsatzfragen. Am 19. August 1999 wurde er zum Richter am Bundesgerichtshof ernannt. Seither gehörte er dem vornehmlich für das Wettbewerbs-, Marken- und Urheberrecht sowie das Transportrecht zuständigen I. Zivilsenat an, dessen stellvertretender Vorsitzender er seit November 2010 war. Für diesen Senat war er seit 2007 Mitglied im Gemeinsamen Senat der obersten Gerichtshöfe des Bundes sowie stellvertretendes Mitglied im Großen Senat für Zivilsachen. Von 2000 bis 2011 war er zudem Vertreter der ständigen Beisitzer im Dienstgericht des Bundes und seit 2005 stellvertretendes Mitglied im Senat für Anwaltssachen. Im Februar 2007 bestellte ihn die Universität Osnabrück zum Honorarprofessor. Mit Wirkung vom 1. Juli 2014 wurde er als Nachfolger von Joachim Bornkamm zum Vorsitzenden des I. Zivilsenats bestellt. Nach Erreichen der Altersgrenze trat er mit Ablauf des 31. Dezember 2017 in den Ruhestand.

## Veröffentlichungen
Büscher ist u. a. Mitherausgeber des beim Carl Heymann Verlag in Köln veröffentlichten Büscher/Dittmer/Schiwy Gewerblicher Rechtsschutz – Urheberrecht – Medienrecht, 3. Auflage 2015. Er ist außerdem Mitautor des von Bernhard Wieczorek begründeten Kommentars zur Zivilprozessordnung (4. Auflage ab 2012 bei de Gruyter, Berlin); Mitherausgeber und Coautor des Kommentars zum UWG von Fezer/Büscher/Obergfell (3. Auflage 2016 bei C. H. Beck, München) und Verfasser zahlreicher Festschriften- und Zeitschriftenaufsätze.
Büscher ist zudem Mitherausgeber der Zeitschrift Gewerblicher Rechtsschutz und Urheberrecht, Praxis im Immaterialgüter und Wettbewerbsrecht (GRUR-Prax) der Deutschen Vereinigung für gewerblichen Rechtsschutz und Urheberrecht (GRUR).